# Спортіст (Своге)
ФК «Спортіст» (болг. ФК Спортист (Своге)) — болгарський футбольний клуб з міста Своге, заснований у 1924 році, а їхнім домашнім майданчиком є стадіон «Чавдар Цветков», який має місткість 3 500 глядачів
Найбільшим успіхом клубу є вихід до болгарського вищого дивізіону у 2009 році, хоча вже за результатами дебютного сезону 2009/10 років клуб зайняв останнє місце і покинув елітний дивізіон.

## Історія
Хронологія назв
- 1924—1949: «Спортіст» Своге
- 1949—1952: ДСНМ Своге
- 1952—1954: «Міньор» Своге
- 1954—1957: ФК «Своге»)
- 1957–…: «Спортіст» Своге

### Ранні роки
«Спортіст» (Своге) був сформований у 1924 році, як спортивний клуб, який використовував синьо-білі кольори. У 1949 році, після приходу комуністичної влади і реорганізації спортивного руху країни, клуб був перейменований на ДСНМ Своге (від імені Димитровської спілки народної молоді — Димитровски съюз на народната младеж). У 1952—1954 роках спортивний клуб мав назву «Міньор» (Своге), а в період між 1954 і 1957 рокоми носив назву ФК «Своге». Клуб нарешті став відомий як «Спортіст» (Своге) в 1957 році, і носить цю назву і на сьогоднішній день (лише нетривалий час у 2001—2003 роках після об'єднання зі «Скалою» (Бов) команда грала під назвою «Спортіст-Скала»).

### Професіональний футбол
До 2007 року «Спортіст» брав участь в третьому, або в четвертому аматорському дивізіоні, але в сезоні 2006/07 команда вперше вийшла у другий дивізіон. Свій дебютний сезон у професіональному футболі клуб закінчив на 6 місці, а у другому сезоні 2008/09 команда фінішувала другою, і отримала право взяти участь у плей-оф за вихід у болгарський вищий дивізіон. 17 червня 2009 року «Спортіст» несподівано виграв плей-оф у «Нафтекса» (Бургас) в серії пенальті і вперше в історії клубу вийшов до елітного дивізіону.

### Сезон у Групі А
10 серпня 2009 року в першому матчі клубу у вищому дивізіоні болгарського футболу «Спортіст» зіграв внічию 1:1 проти «Славії» (Софія). Перший гол за клуб в Групі А забив Георгій Семерджієв. Першу перемогу команда здобула в 5-му турі проти «Локомотива» (Пловдив), 2:1 на рідному стадіоні «Чавдар Цветков». Загалом «Спортіст» виграв всього п'ять ігор у чемпіонаті, чотири з них — вдома. Їм вдалося перемогти «Ботев» (Пловдив), «Черно море» (Варна), «Локомотив» (Пловдив) та «Сливен 2000». Результати в гостях не були такими вражаючими, команді вдалося лише обіграти «Міньйор» (Перник) і зіграти внічию проти «Ботева» (Пловдив). Ці результати дали команді 19 очок, що на 13 очок менше від «Сливена», який уникнув вильоту. В результаті команда фактично зайняла останнє 15 місце, оскільки «Ботева» (Пловдив), що став 16-им, був знятий ще по ходу сезону.

### Фінансові труднощі
Наступні два сезони були успішними для клубу, оскільки їм вдалося посісти друге місце двічі поспіль, потрапляючи у кваліфікацію плей-оф за вихід до Групи А, але «Спортісту» в обох випадках не пощастило, програвши «Чорноморцю» (Поморіє) та «Ботеву» (Пловдив) відповідно.
2012 року через фінансові труднощі «Спортіст» не отримав професіональну ліцензію і був виключений із другої ліги. Команда була переведена на четвертий рівень болгарського футболу, в регіональну лігу, але в першому ж сезоні їй вдалося вийти до третього рівня, аматорської Групи В. Після двох сезонів у третьому дивізіоні «Спортіст» знову вилетів до регіональної ліги. Команда залишилася там до 2018 року, коли виграла свою групу і вийшла до Третьої ліги на сезон 2018/19.

## Досягнення
Група A:
- Найкращий результат: 15 місце (2009/10)

Кубок Болгарії :
- 1/8 фіналу: 1950 та 2007/08

## Стадіон
Домашнім майданчиком клубу є стадіон «Чавдар Цветков». Він був відкритий у 1967 році.
До 2007 року стадіон називався «Іскар». Того ж року стадіон зазнав серйої реконструкції, а його місткість була збільшена до 1600 глядачів. Тоді ж арена була перейменована на честь легендарного нападника клубу Чавдара Цветкова. На стадіоні також є стоянка на 120 паркомісцьи в тому числі 10 — для інвалідів.
У 2009 році місткість стадіону була розширена до 3 500 глядачів. Рекордна відвідуваність на стадіоні становить 3250 глядачів і була встановлена на грі між «Спортістом» та столичним «Левскі» 25 жовтня 2009 року.